# Кресты (Ржевский район)
Кресты — деревня в Тверской области, Ржевского района.

## Местонахождение
Деревня находится на правом (северном) берегу реки Итомля.

## История
Умирающая деревня Тверской области. До Великой Отечественной войны было 110 жилых дворов.
В настоящее время живёт 6 человек, а постоянно прописан только один.